# Vysoký hřbet
Vysoký hřbet (německy Hochruck, 1078 m n. m.) je výrazná hora na Šumavě, která leží 6 km západně od Hartmanic v okrese Klatovy. Má protáhlý tvar ve směru západ-východ. Jižní a jihozápadní svahy padají do údolí Křemelné a severní a severovýchodní svahy do údolí Volšovky, která teče o celých 300 metrů níže. Asi 200 metrů od vrcholu stojí starý křížek zasazený do kamene.

## Přístup
Přes Vysoký hřbet vedou dvě zeleně značené cesty. Hřebenovou cestu mezi rozcestími Stará huť a Rovina kopíruje i cyklotrasa, cesta od Skelné se na ni napojuje. Nejjednodušší přístup vede od parkoviště u rozcestí Skelná, přes pastviny na hřeben. Tam se od značky odpojuje neznačená lesní cesta na vrchol. Návrat je možný například po další neznačené cestě, která od vrcholu klesá nejprve na jihozápad a pak na jihovýchod až na pastviny u Skelné. Celý okruh měří 4,5 km s převýšením 200 metrů.

## Skelná
Na jihovýchodním svahu se rozkládala obec Skelná, založená po roce 1617 jako skelná huť. Huť zanikla pro nedostatek dřeva v roce 1687 a obyvatelé se nadále věnovali chovu dobytka a lesnímu hospodářství. Kolem roku 1900 měla 400 obyvatel. Zanikla v 50. letech kvůli vojenskému výcvikovému prostoru Dobrá Voda.